# Історична пам'ять
Історична пам'ять  1) соціокультурний феномен, сукупність образів та уявлень, що відтворюють спільний культурно-історичний досвід спільноти. Ключовою функцією історичної пам'яті є передача досвіду та знань про минуле, як основи самоідентифікації.
Історична пам'ять - це сукупність донаукових, наукових, квазінаукових і позанаукових знань та масових уявлень соціуму про спільне минуле, один з вимірів індивідуальної та колективної пам'яті про історичне минуле, або, радше, його символічна репрезентація .
Без історичної пам'яті неможливе відтворення історії суспільства. Вона є успадкуванням минулого досвіду, що опредметнюється у відповідних культурних формах (традиціях, пам'ятках, мемуарах тощо), а також існує у вигляді історичної свідомості народу. Одним із її виявів є спогади учасників історичних подій, їхні усні перекази, письмові свідчення. Своєрідним арсеналом історичної пам'яті є архіви, музеї, бібліотеки.
Пам'ять, свідомість, історія взаємозумовлені і взаємозалежні. За своєю суттю пам'ять емоційна, особистісно забарвлена, здатна до містифікацій, що зумовлює можливість її деформацій (зокрема й цілеспрямованими зусиллями зацікавлених соціальних груп).

## Рівні історичної пам'яті
1. Офіційний (сукупність інтерпретацій історичних подій та явищ, узгоджений представниками держави).

2. Неофіційний (уявлення про історичні події та явища, представлений у буденній свідомості).

## Історія дослідження
XIX ст. закінчило повну й вичерпну «історизацію буття». В роботах О. Конта, Г. Гегеля, Ч. Дарвіна, Г. Спенсера, К. Маркса було розкрито механізми впливу минулого на способи мислення та соціальні структури. А під кінець століття В. Дільтей вимагав «історичного обґрунтування» та наполягав на пріоритеті історичного методу для суспільних наук.
Усі вони поділяли ідею про те, що філософії, нації, соціальні системи або живі організми стають тим, чим вони є, в результаті прогресивних трансформацій у часі, що будь-яка сучасна форма несе в собі пам'ять про попереднє буття.
Тому з епохою модернізму на поч. XX ст. наразі постала проблема вивчення механізмів соціальної пам'яті. Першим звернувся до цієї проблеми французький соціолог Моріс Альбвакс у своїй праці «Соціальні рамки пам'яті» («Les Cadres sociaux de la mémoire») (1925).
Вчений стверджував, що «простір», «час» і «колективна пам'ять» взаємозв'язані. Свою концепцію він назвав «соціальними структурами колективної пам'яті». Колективна пам'ять, вкорінена в конкретний соціальний досвід і, отже, тісно пов'язана з часовими й просторовими уявленнями.
Пізніше англійська дослідниця Френсіс Єйтс у своїй роботі «Мистецтво Пам'яті» («The Art of Memory»), аналізує розвиток «мнемотехнік» (мистецтва пам'яті) в середні віки та за часів Ренесансу. Важливим елементом, на якому наголошувалося, була саме просторовість, тобто підкреслення того факту, що пам'ять тісно пов'язана з простором, а також у певному сенсі й перформативність пам'яті, тобто властивість бути представленою, розіграною у формі дійства чи репрезентованою у вигляді «фігур» — мнемонічних символів.
Продовженням досліджень Моріса Альбвакса та Френсіс Єйтс — теми просторовості пам'яті та її соціального структурування — стало семитомне дослідження під загальною редакцією П'єра Нора — «Місця Пам'яті» («Les Lieux de la Memoire»).
До аналізу історичної пам'яті звертались також французький філософ Поль Рікер, німецький культуролог Ян Ассман, англійський соціолог Поль Коннертон.
В Україні проблеми історичної пам'яті досліджують А. М. Киридон, Ю. О. Зерній, В. О. Жадько, О. О. Фостачук, О. Д. Бойко, О. А. Довгополова, О. А. Кісь, Г. Г. Грінченко.